# N-Methyl-N-nitroso-1-decanamin
N-Methyl-N-nitroso-1-decanamin ist eine organische Verbindung aus der Gruppe der Nitrosamine.

## Herstellung
Die Herstellung von N-Methyl-N-nitroso-1-decanamin ist ausgehend von Decanoylchlorid möglich, dieses wird mit Methylamin zu N-Methyldecanoylamid umgesetzt, mit Lithiumaluminiumhydrid zu N-Methyldecylamin reduziert und dann mit Natriumnitrit nitrosiert.

## Eigenschaften
In einer Studie an Ratten starben die meisten Versuchstiere nach chronischer Einnahme von N-Methyl-N-nitroso-1-decanamin innerhalb von ein bis zwei Jahren an Krebs, wobei hauptsächlich Blasenkrebs auftrat.

## Regulierung
Über den Safe Drinking Water and Toxic Enforcement Act of 1986 besteht in Kalifornien seit dem 26. Dezember 2014 eine Kennzeichnungspflicht für Produkte, die N-Methyl-N-nitroso-1-decanamin enthalten.

## Externe Links zu erwähnten Verbindungen
1. ↑  Externe Identifikatoren von bzw. Datenbank-Links zu Decanoylchlorid:  CAS-Nr.: 112-13-0, EG-Nr.: 203-938-0, ECHA-InfoCard: 100.003.580, GESTIS: 492775, PubChem: 66982, Wikidata: Q65502134.
2. ↑  Externe Identifikatoren von bzw. Datenbank-Links zu N-Methyldecanoylamid:  CAS-Nr.: 23220-25-9, PubChem: 31706, ChemSpider: 29402, Wikidata: Q83048144.
3. ↑  Externe Identifikatoren von bzw. Datenbank-Links zu N-Methyldecylamin:  CAS-Nr.: 7516-82-7, EG-Nr.: 856-357-5, ECHA-InfoCard: 100.307.364, PubChem: 4181541, ChemSpider: 3392579, Wikidata: Q27285403.